# Killem Lynde
Killem Lynde (ook: Killem Linde) is een gehucht in de Franse gemeente Killem in het Noorderdepartement. Het ligt in het zuidoosten van de gemeente, twee kilometer van het dorpscentrum van Killem, op de grens met Hondschote. Het ligt op een tweesprong op de weg van Hondschote naar Oostkappel.

## Geschiedenis
Op de 18de-eeuwse Cassinikaart staat de plaats aangeduid als Kellem Linde. Nabij het gehucht stond vroeger een molen, die in de loop van de 19de eeuw in handen kwam van de familie Verleene. Rond 1910 werd de molen door een brand vernield. De laatste molenaar liet in 1909 een molen op stoom bouwen, die eveneens verdween, maar waarvan het gebouw nog bewaard is gebleven.
In het Musée de Plein Air van Villeneuve-d'Ascq, een openluchtmuseum over het erfgoed van Noord-Frankrijk, werd een 18e-eeuws huisje opgetrokken uit Killem Lynde, de Chaumière de Killem-Lynde.